# Gudbrandsdal
Gudbrandsdal és un districte tradicional de Noruega i una de les grans valls de la regió d'Østlandet. Es localitza al comtat d'Oppland i té una longitud de 230 km de sud a nord, des de Lillehammer, a 120 msnm, fins al llac Lesjaskogsvatnet, a 612 msnm.
Gudbrandsdal limita a l'oest amb Valdres i a l'est amb Østerdal. La seva extensió és de 15.342 km² i tenia poc més de 70.000 habitants el 2009. Inclou 12 municipis: Lesja, Dovre, Skjåk, Lom, Vågå, Sel, Nord-Fron, Sør-Fron, Ringebu, Øyer, Gausdal i Lillehammer. És un districte eminentment rural, sent les seves úniques ciutats Lillehammer, a l'extrem sud, i Otta, al nord.
Durant l'era vikinga, la vall va constituir el regne de Gudbrandsdal.